# Mamming

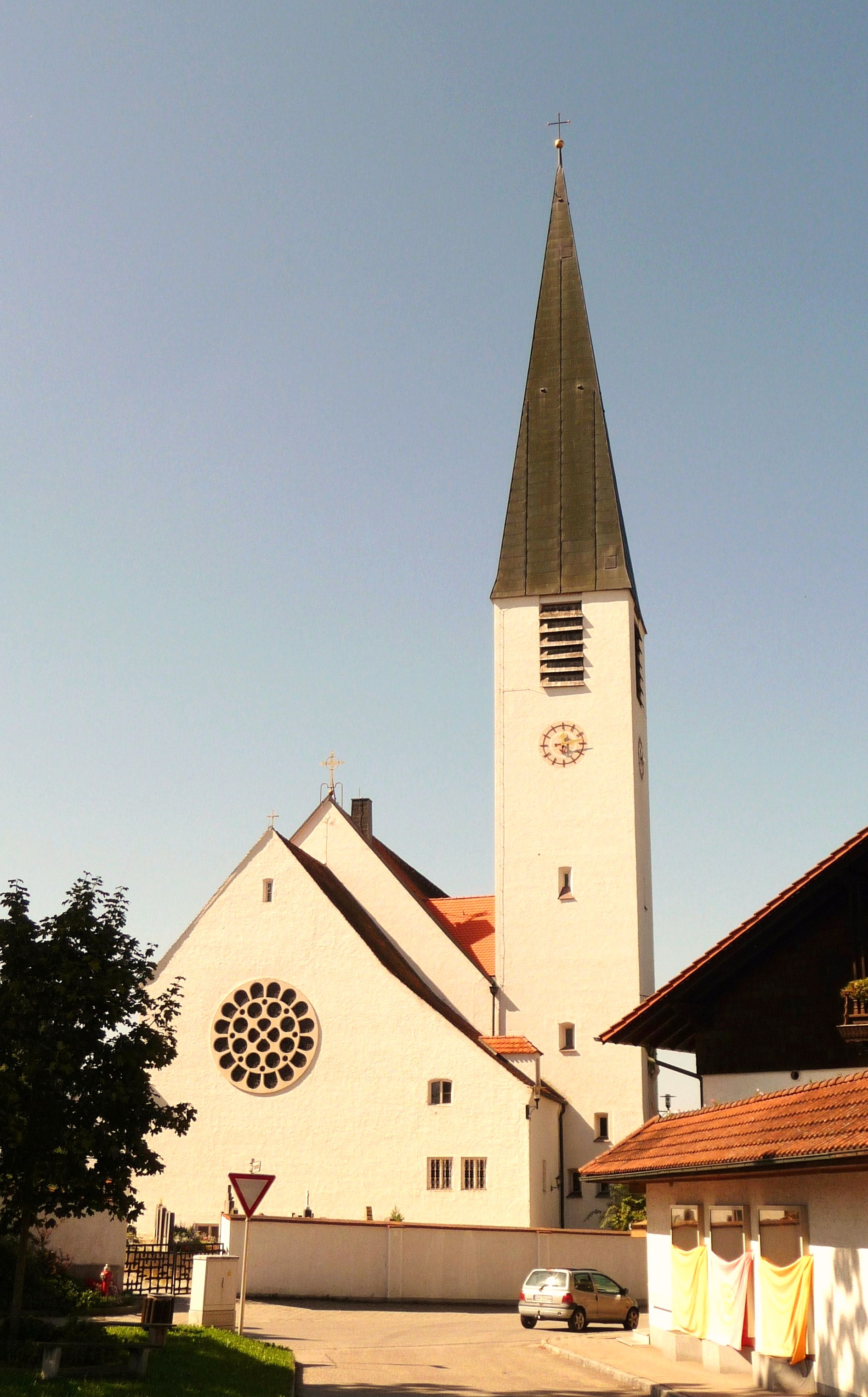
Die Pfarrkirche St. Margareta

Mamming ist eine Gemeinde im niederbayerischen Landkreis Dingolfing-Landau.

## Geografie

### Gemeindegliederung
Die Gemeinde hat 22 Gemeindeteile (in Klammern ist der Siedlungstyp angegeben):
- Adlkofen (Einöde)
- Attenberg (Einöde)
- Bachhausen (Dorf)
- Benkhausen (Einöde)
- Berg (Dorf)
- Bubach (Kirchdorf)
- Dittenkofen (Dorf)
- Graflkofen (Dorf)
- Heilberskofen (Weiler)
- Hirnkofen (Weiler)
- Hof (Dorf)
- Kuttenkofen (Einöde)
- Mamming (Pfarrdorf)
- Mammingerschwaigen (Dorf)
- Pilberskofen (Dorf)
- Rosenau (Dorf)
- Ruhsam (Weiler)
- Schellmühl (Einöde)
- Schneiderberg (Einöde)
- Seemannskirchen (Einöde)
- Stockpoint (Einöde)
- Vollnbach (Einöde)

## Geschichte

### Bis zur Gemeindegründung
Die Gründung des Ortes Mamming gehört zu den Siedlungen der Frühzeit, zur langen Reihe der „Ing-Orte“ am rechten Isarufer. Diese Ortsnamen mit der Endung „-ing“ deuten auf eine Gründung im 5./6. Jahrhundert hin. Neben die Ing-Orte traten im 8. Jahrhundert die vielen -haus und -ham, die -hofen und -kofen-Orte, gerade auch um Mamming, die das neue Siedlungsgebiet ausbauten. Auch diese Orte gehören in die urkundenlose Frühzeit.
Die erste Erwähnung findet sich im Jahr 1011, als König Heinrich II. seine Kammergüter in „Mammingun“ dem durch ihn neu gegründeten Bistum Bamberg schenkte. Mamming war eine nicht geschlossene Hofmark. 1379 ist hier Ott der Pölnhover, 1389 Stephan der Pöllnchouer zu Mamming, Moosthenning und Hackerskofen und 1407 Heinrich Pelkofer zu Mamming genannt. 1408 wird hier Peter von Closen genannt, der Kreszentia Kienbereger, die Witwe nach Stephan Pöllnchour, geheiratet hatte. Nach 1433 kommt Mamming an deren Söhne Albrecht von Closen und Albrecht Pelkofer zu Mamming. Um 1439 wird deren Besitz an die Grafen von Ortenburg verkauft. 1637 wird es von diesen an das Kloster Aldersbach verkauft. Dieses übte die Grundherrschaft bis zur Säkularisation 1803 aus.
Mamming gehörte später zum Rentamt Landshut und zum Landgericht Dingolfing des Kurfürstentums Bayern. Im Zuge der Verwaltungsreformen in Bayern entstand mit dem Gemeindeedikt von 1818 die Gemeinde.

### 19. und 20. Jahrhundert
Mit Eröffnung der Bahnstrecke Mühldorf–Pilsting(–Plattling) erhielt Mamming zum 15. Oktober 1875 Anschluss an das Eisenbahnnetz. Im Ortsteil Mammingerschwaigen wurde zudem 1880 eine Station an der Bahnstrecke Landshut–Plattling errichtet. Während der Mamminger Bahnhof mit der Stilllegung der Strecke 1969 aufgegeben wurde, besteht die Station Schwaigen nach wie vor, wird allerdings nicht im Reiseverkehr genutzt.
Im April 1945 wurde der Isarübergang bei Mamming durch SS-Truppen gegen die vorrückenden Amerikaner verteidigt. Daraus entwickelte sich ein eintägiges Gefecht, in dessen Verlauf etliche Ortsbewohner und der Dorfpfarrer ihr Leben verloren. Durch Artilleriebeschuss wurden die spätgotische Pfarrkirche, die Isarbrücke und vierzig Anwesen vernichtet.

### Eingemeindungen
Im Rahmen der Gebietsreform am 1. Januar 1972 wurde die Gemeinde Bubach (mit den Orten Bubach, Berg, Dittenkofen, Ruhsam, Attenberg, Schneiderberg, Adlkofen, Kuttenkofen, Hirnkofen und Graflkofen) eingegliedert. Vollnbach mit damals zwei Einwohnern kam 1979 von Landau zur Gemeinde Mamming.

### Einwohnerentwicklung
Im Zeitraum 1988 bis 2018 wuchs die Gemeinde von 2347 auf 3238 um 891 Einwohner bzw. um 38 %.
- 1961: 2112 Einwohner
- 1970: 2182 Einwohner
- 1987: 2309 Einwohner
- 1991: 2430 Einwohner
- 1995: 2654 Einwohner
- 2000: 2794 Einwohner
- 2005: 3067 Einwohner
- 2010: 2891 Einwohner
- 2015: 3109 Einwohner

## Politik

### Bürgermeister
Erste Bürgermeisterin ist Irmgard Eberl (CSU). Diese ist seit 1. Mai 2020 im Amt. Ihr Vorgänger seit Mai 1984 war Georg Eberl (CSU). Er wurde zuletzt im März 2014 mit 86,4 % der Stimmen wiedergewählt.

### Gemeinderat
Der für die Jahre 2020 bis 2026 gewählte Gemeinderat besteht aus der Ersten Bürgermeisterin und 16 Mitgliedern:
| 6 | Mitglieder der CSU          |
| 3 | Mitglieder der Freie Wähler |
| 1 | Mitglied der SPD            |
| 2 | Mitglieder der UWG          |
| 1 | Mitglied der JU             |
| 3 | Mitglieder der WGM          |

### Wappen
| Wappen Gde. Mamming | Blasonierung: „Durch einen Dreiberg geteilt von Silber und Schwarz; oben eine eingeschweifte, gestürzte rote Spitze, unten eine silberne Rose.“ |
| Wappen Gde. Mamming | Wappenbegründung: Das bedeutende Regensburger Ratsherrengeschlecht der „Mämminger“ stammte aus Mamming. Ihr Familienwappen, die Rose, ist heute Bestandteil des Mamminger Gemeindewappens. Die Mämminger selbst nannten sich häufig „Memminger“ oder „von Memmingen“, um anstelle der Abkunft aus dem niederbayerischen Dorf eine Abstammung aus der bedeutenden Reichsstadt Memmingen vorzutäuschen. |

## Kultur und Sehenswürdigkeiten

### Bauwerke
Die Pfarrkirche St. Margareta, die mit ihrem 55 Meter hohen Turm das Ortsbild von Mamming prägt, ist der Nachfolgebau einer im Zweiten Weltkrieg zerstörten spätgotischen Kirche. Sie wurde in den Jahren 1947 bis 1949 nach den Plänen von Friedrich Ferdinand Haindl erbaut sowie von Josef Henselmann und seinen Schülern ausgestattet.

### Naturdenkmäler und Geotope
- Schwemmfächer Rosenau, postglazialer Donau-/Main-Schotter (Holozän), Geotopnummer 279R006, ein zirka 150 m langes und 100 m breites Areal rund 2 km nordwestlich vom Ortskern Mamming
- Quelle bei Schellmühle, Schichtquelle, Geotopnummer 279Q001, Areal zugänglich, geschütztes Naturdenkmal
- Mamminger Bach Tal, asymmetrisches Sohlental, Geotopnummer 279R002, ein zirka 1500 m langes und 400 m breites Areal südwestlich vom Ortskern Mamming

## Wirtschaft und Infrastruktur
1998 gab nach der amtlichen Statistik im Bereich im produzierenden Gewerbe 301 und im Bereich Handel und Verkehr 56 sozialversicherungspflichtig Beschäftigte am Arbeitsort. In sonstigen Wirtschaftsbereichen lag dieser Wert bei 86 Personen. Sozialversicherungspflichtig Beschäftigte am Wohnort gab es 1040. Im verarbeitenden Gewerbe gab es zwei, im Bauhauptgewerbe fünf Betriebe.
- Mamminger Konservenfabrik

### Land- und Forstwirtschaft
Im Bereich der Land- und Forstwirtschaft gab es 1998 elf sozialversicherungspflichtig Beschäftigte am Arbeitsort. Zudem bestanden im Jahr 1999 102 landwirtschaftliche Betriebe mit einer landwirtschaftlich genutzten Fläche von 2461 ha, davon waren 2250 ha Ackerfläche und 210 ha Dauergrünfläche.

### Verkehr
Der Bahnhof Mamming lag an der Bahnstrecke Mühldorf–Pilsting, welche mittlerweile in diesem Abschnitt stillgelegt ist.

### Bildung
Im Jahr 1999 gab es folgende Einrichtungen:
- Kindergärten: 69 Kindergartenplätze mit 89 Kindern
- Volksschulen: eine mit 28 Lehrern und 407 Schülern

## Söhne und Töchter des Ortes
- Franz Kober (* 1956), Ingenieur (Kino)
- Helmfried Kober (* 1965), Kameramann
- Werner Bumeder (* 1967), Politiker (CSU) und Landrat Dingolfing-Landau